# Olenecamptus vittaticollis
Olenecamptus vittaticollis là một loài bọ cánh cứng trong họ Cerambycidae.